# Юлия Цезарис (сестра на Юлий Цезар)
Вижте пояснителната страница за други значения на Юлия Цезарис.
Юлия Цезарис е името на двете дъщери на проконсула Гай Юлий Цезар Старши и Аврелия Кота, родителите на диктатора Гай Юлий Цезар. И двете сестри са родени и израснали в Рим.

## Първата Юлия, по-голямата
По-голямата Юлия (102 – 68 пр.н.е.), от двете сестри на диктатора, се омъжва, но не се знае в какъв ред, за Луций Пинарий, произхождащ от древно патрицианско семейство,  и за Квинт Педий. И от двамата си съпрузи, има по един син. Не се знае дали по-голямата или по-малката от сестрите свидетелства срещу Публий Клодий Пулхер, когато е обвинен за неблагочестие през 61 пр.н.е. Не е известно друго за живота на по-голямата от сестрите.

## Втората Юлия
Юлия (101 пр.н.е.-51 пр.н.е.) е втората сестра на Юлий Цезар. Тази Юлия се омъжва за Марк Аций Балб, претор и комисат, който произлиза от сенаторска фамилия от съсловието на плебеите. Юлия ражда на Балб три дъщери, две от които са с неизвестно име, а средната е Ация Балба Цезония - майка на първия римски император Октавиан Август и на Октавия Младша (четвърта съпруга на триумвира Марк Антоний).
По всяка вероятност тази Юлия и нейната майка дават на съда подробни и достоверни сведения за аферата между Помпея (нейна снаха) и политика Публий Клодий Пулхер. Цезар се развежда с Помпея след скандала. Балб умира през 52 пр.н.е., а Юлия година след него. Най-малкият внук на Юлия, тогава 12-годишен и известен като Гай Октавий (бъдещия император Август) изнася на погребението ѝ знаменателна реч.